# Kolín
Pour l’article homonyme, voir Kolin (Poméranie-Occidentale).
Kolín (en allemand : Kolin ou Kolin an der Elbe) est une ville de la région de Bohême-Centrale, en République tchèque, et le chef-lieu du district de Kolín. Sa population s'élevait à 33 444 habitants en 2025.

## Géographie
Kolín est arrosée par l'Elbe et se trouve à 10 km au nord-nord-ouest de Kutná Hora et à 55 km à l'est de Prague.
La commune est limitée par Nová Ves I, Veltruby et Ovčáry au nord, par Tři Dvory et Starý Kolín à l'est, par Nebovidy, Polepy, Pašinka et Kbel au sud, et par Radovesnice I et Křečhoř à l'ouest.

## Histoire
Kolín fut fondée par le roi Ottokar II de Bohême au XIIIe siècle sous le nom de Colonia nova. Un château y fut bâti vers 1437.

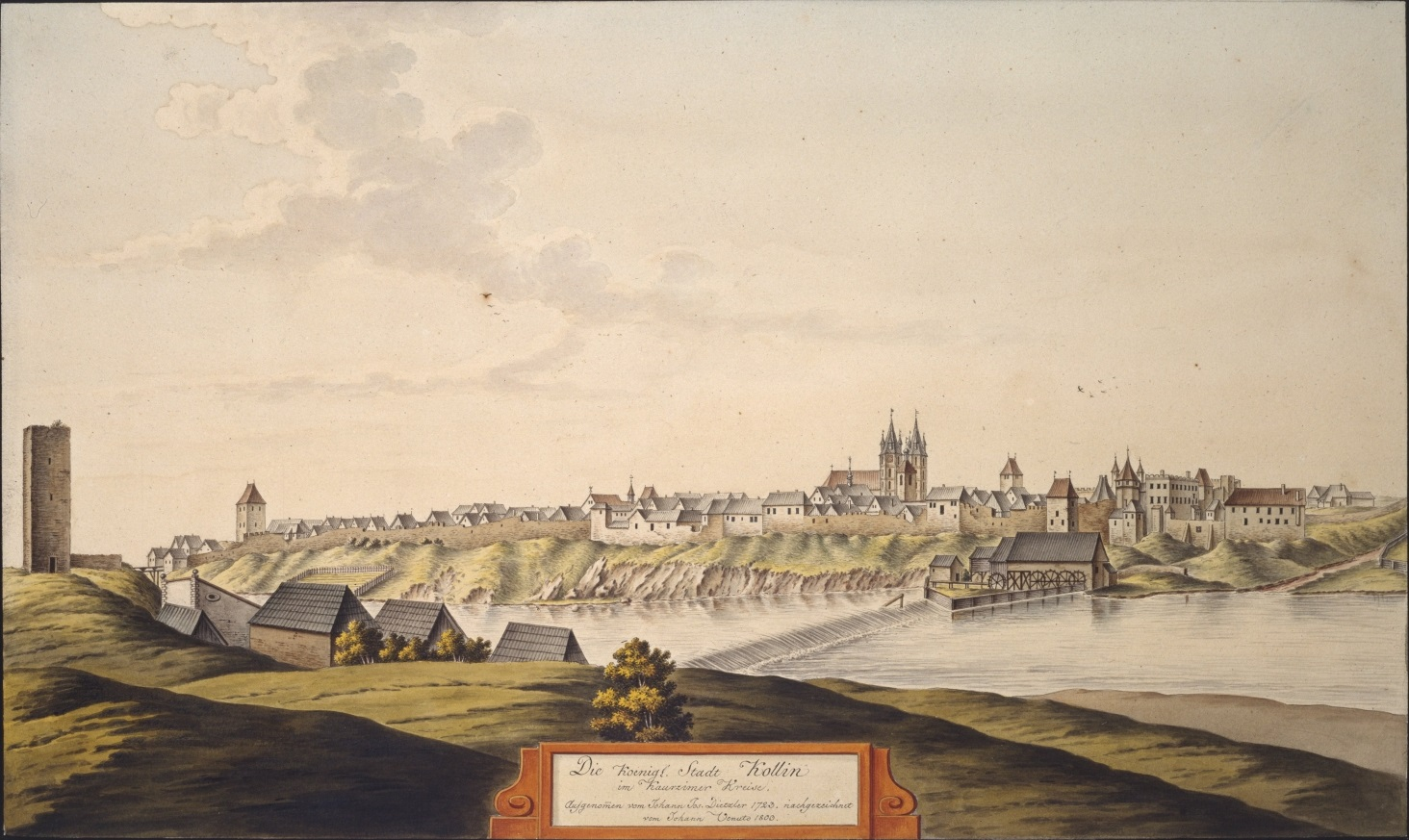
Kolín en 1723 par Joann Venuto (1803), d'après Johann Jos. Dietzler.

La bataille de Kolín opposa victorieusement, le 18 juin 1757, les Autrichiens (commandés par Leopold Joseph von Daun) à Frédéric II de Prusse.
Jusqu'en 1918, la ville de Kolin - Kolín (Kollin avant 1864) faisait partie de l'empire d'Autriche, puis d'Autriche-Hongrie (Cisleithanie après le compromis de 1867), chef-lieu du district de même nom, l'un des 94 Bezirkshauptmannschaften en Bohême.

## Population
Recensements (*) ou estimations de la population de la commune dans ses limites actuelles :
| 1869*  | 1880*  | 1890*  | 1900*  | 1910*  | 1921*  |
| ------ | ------ | ------ | ------ | ------ | ------ |
| 10 239 | 12 538 | 14 481 | 16 339 | 18 138 | 18 029 |

| 1930*  | 1950*  | 1961*  | 1970*  | 1980*  | 1991*  |
| ------ | ------ | ------ | ------ | ------ | ------ |
| 20 568 | 22 528 | 25 301 | 28 538 | 32 501 | 31 595 |

| 2001*  | 2011*  | 2016   | 2017   | 2018   | 2019   |
| ------ | ------ | ------ | ------ | ------ | ------ |
| 30 258 | 30 922 | 30 995 | 31 123 | 31 355 | 31 690 |

| 2020   | 2021   | 2022   | 2023   | 2024   | 2025   |
| ------ | ------ | ------ | ------ | ------ | ------ |
| 31 973 | 32 490 | 32 046 | 33 289 | 33 229 | 33 444 |

## Économie
La principale entreprise de la ville est l'usine automobile Toyota Peugeot Citroën Kolín (TPCA). Mise en service en 2005, elle produit 300 000 véhicules par an (Peugeot 107, Citroën C1, Toyota Aygo) et emploie 3 000 salariés.
La ville est également connue pour avoir été un centre de fabrication du tristement célèbre Zyklon B.
Kolín a également été un des lieux de production des pianos Petrof.

## Administration
La commune se compose de dix sections :
- Kolín I (Kolín)
- Kolín II (Kolín-Pražské Předměstí)
- Kolín III (Kolín-Kouřimské Předměstí)
- Kolín IV (Kolín-Kutnohorské Předměstí)
- Kolín V (Kolín-Zálabí)
- Kolín VI (Kolín-Štítarské Předměstí)
- Sendražice
- Štítary
- Šťáralka
- Zibohlavy

## Personnalités
Sont nés à Kolín :
- Jean-Gaspard-Baptiste Deburau (1796-1846), mime
- Ludvík Singer (1876-1931), avocat et politicien juif, responsable du mouvement sioniste de langue tchèque en Bohème.
- Otokar Fischer (1883-1938), poète et dramaturge
- Josef Sudek (1896-1976), photographe.
- Frantisek Chochola (né en 1943), artiste.
- Miloš Zeman (né en 1944), premier ministre et président de la république.
- Vít Rakušan (né en 1978), ministre de l'Intérieur

## Jumelages
La ville de Kolín est jumelée avec :
- Kamenz (Allemagne)
- Rimavská Sobota (Slovaquie)